# Crociata del 1101
La crociata del 1101 fu in realtà l'insieme di più spedizioni organizzate con l'intento di arrivare in Terrasanta in seguito al successo della prima crociata, poiché all'indomani di essa si era palesata l'esigenza di rafforzare la presenza cristiana nel neonato regno di Gerusalemme. Verso la fine del 1100, un insieme di combattenti accompagnati anche da donne e bambini partì dalla Lombardia alla volta del Vicino Oriente, venendo raggiunto a Costantinopoli da un altro gruppo partito dalla Francia. Anziché ripetere il più sicuro percorso della prima crociata, il seguito deviò verso est allo scopo di liberare Raimondo IV di Tolosa, che si trovava prigioniero a Neocesarea. Avvertito della presenza degli stranieri, il sultano selgiuchide Kilij Arslan I aveva assembrato una grande coalizione musulmana che mise in seria difficoltà l'avanzata dei cristiani, costringendoli alla fame e attaccandoli in maniera costante. Alla fine, egli riuscì a surclassare il fitto esercito nemico nella battaglia di Mersivan, trascinatasi per qualche giorno.
Nel frattempo, a Costantinopoli giunsero in momenti diversi due altre spedizioni, una partita dal Nivernese, l'altra dall'Aquitania e della Baviera. Alcuni membri di quest'ultimo nugolo di combattenti si convinsero a viaggiare via mare, sbarcando in Palestina nel giro di cinque settimane. Tale scelta rappresentò la loro salvezza, considerando che ognuna delle armate che aveva marciato via terra fu intercettata da Kilij Arslan e infine surclassata in due distinte occasioni nei pressi di Eraclea Cibistra. I pochi sopravvissuti a queste disastrose campagne riuscirono quasi tutti, in maniera rocambolesca, a raggiungere la Terrasanta, dove trascorsero qualche mese nel 1102.
L'esito della crociata del 1101, la cui denominazione peraltro non è univoca, ne pregiudicò probabilmente l'interesse degli autori occidentali dell'epoca e di quelli dei secoli successivi, i quali dimostrarono scarsa volontà nell'approfondire le vicende di quella che, ai loro occhi, era valutata una pagina buia. Di recente, gli studiosi hanno dedicato un più attento sguardo agli eventi storici, sviscerandone ogni prospettiva ed evitando di limitarsi alle conclusioni frettolose avanzate da alcuni cronachisti medievali in merito a presunti complotti bizantini o in merito alle scelte eccessivamente improvvide compiute dall'uno o dall'altro contingente di soldati giunti dall'Europa. Malgrado la crociata si concluse con un insuccesso, in quanto i rinforzi attesi ed effettivamente pervenuti in Terrasanta furono in realtà pochissimi, essa non esaurì il movimento crociato e dimostrò che la rotta più sicura era quella lungo il Mar Mediterraneo, circostanza che rafforzò la potenza commerciale e non solo delle repubbliche marinare italiane.

## Denominazioni

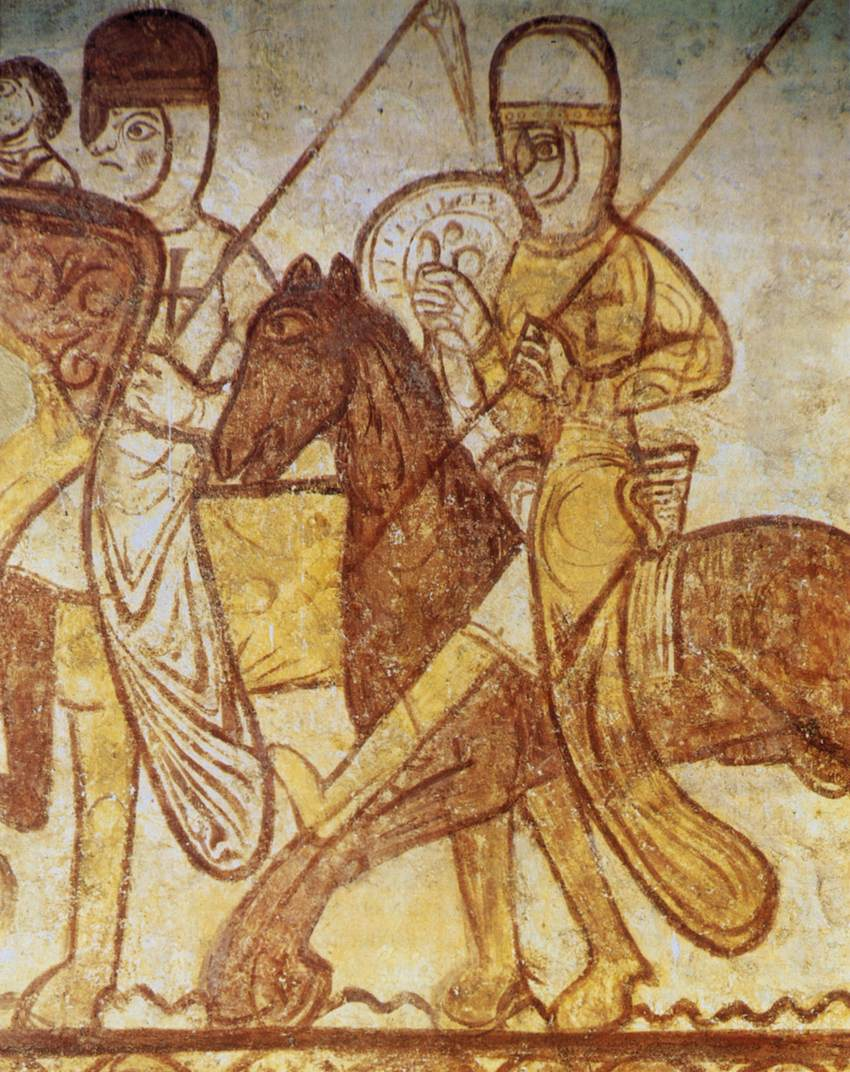
Cavalieri crociati in viaggio verso la Terrasanta. Affresco realizzato da un autore anonimo nel XII secolo nella cappella templare di Cressac-Saint-Genis, in Francia

A livello storiografico, le spedizioni non hanno ricevuto una denominazione univoca. Mentre Steven Runciman le ha definite "crociate del 1101", utilizzando una forma plurale che probabilmente si rivela più corretta per etichettarle, Jean Richard ha riservato a tutti i pellegrinaggi militari compiuti in epoca immediatamente posteriore alla caduta di Gerusalemme l'espressione di "retro-crociata". Altri studiosi hanno sostenuto che andrebbe considerata come una sorta di «seconda» o «terza ondata» di poco successiva alla prima crociata, piuttosto che annoverarla come un episodio auto-conclusivo e a sé stante. L'autore medievale Fulcherio di Chartres descrive il movimento alla stregua di una seconda crociata, malgrado oggigiorno risulti predominante la meno accurata espressione "crociata del 1101". In lingua francese, l'evento storico è conosciuto prevalentemente con la formula croisade de secours de 1101 (letteralmente "crociata di soccorso del 1101" o "crociata di supporto del 1101") e, in base alla spedizione di riferimento, si è soliti distinguere tra première ("prima"), deuxième ("seconda") e troisième ("terza"). In lingua inglese, tra le denominazioni utilizzate è compresa crusade of the Faint-Hearted ("crociata dei deboli di cuore").
Quanto all'indicazione del totale di campagne compiute, la maggioranza degli studiosi ha suddiviso tre spedizioni. Un filone minoritario ne ha considerate invece quattro, contando come primo gruppo quello dei lombardi, come secondo quello guidato da Guglielmo II di Nevers e dal connestabile tedesco Corrado (per convenzione invece accorpato a quello lombardo), come terzo quello nivernese e come quarto quello composto da Guglielmo IX d'Aquitania, a cui si unirono poi Guelfo I di Baviera e Ida d'Austria.

## Contesto storico

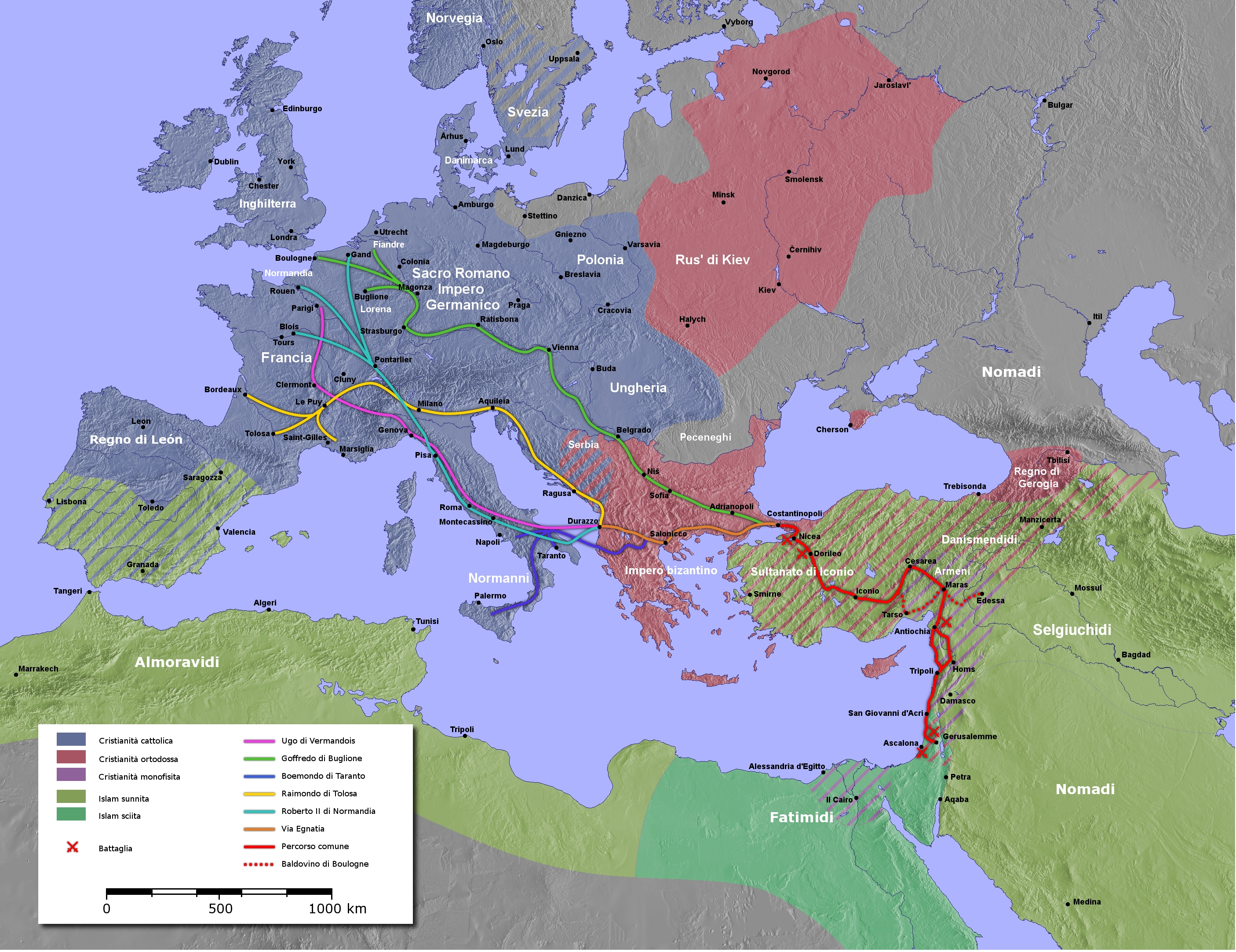
Cartina che mostra gli spostamenti delle truppe europee che raggiunsero la Terrasanta e combatterono le battaglie storicamente comprese nella prima crociata

La conquista cristiana di Gerusalemme, avvenuta nel 1099, aveva infuso entusiasmo e infervorato gli animi dell'Europa occidentale verso la fine dell'estate del 1100. Papa Urbano II, promotore della prima crociata, era morto nel luglio del 1099 senza poterne conoscere l'esito, ma molti ecclesiastici si prodigarono subito per portare avanti la sua linea d'azione, considerata efficace, reclutando combattenti da ogni dove. Il tempismo era perfetto: i comandanti della crociata si erano infatti immediatamente resi conto della debolezza numerica delle proprie forze, complici anche le diserzioni o il ritorno in patria di chi, con successo, aveva adempiuto ai voti prestati. Tenuto conto del contesto, isolata è rimasta la posizione di coloro i quali ritengono che non esistano prove per affermare con certezza che il nuovo pontefice, Pasquale II, stesse valutando se proclamare una nuova spedizione. Si tende a credere che, in realtà, il papa si fosse subito preoccupato di dover decidere se considerare un ampliamento dei domini cristiani, magari muovendosi verso l'Egitto fatimide, oppure inviare supporto ai fragili possedimenti cristiani esistenti attorno a Gerusalemme. Fu questa seconda opzione a prevalere e si immagina che fossero stati inviati dei solleciti, magari anche pressanti, a chi aveva trascurato di adempiere il voto di aderire alla crociata, l'aveva abbandonata oppure ancora proveniva da regioni che avevano apportato un ridotto o pressoché intangibile contributo bellico. Dunque, l'intervento della curia romana sarebbe stato ben lungi dal risultare poco incisivo, in quanto Pasquale II avrebbe minacciato di scomunica chi non aveva assolto il voto o i disertori.
Nel frattempo, in siffatto clima, i sopravvissuti appena ritornati in patria dalla Terrasanta cominciarono a tramandare le proprie avventure, attirando la curiosità di ogni fascia della popolazione collocata nei vari angoli d'Europa. In Francia, ad esempio, presto vari cittadini si dissero pronti a partire verso Oriente per sostenere la causa cristiana, ma l'interessamento si sviluppò anche nel Sacro Romano Impero e in alcune aree dell'Italia; secondo taluni storici, gli aneddoti relativi alle fortune vissute dai correligionari avevano permesso di innalzare la credibilità del papato e il suo prestigio agli occhi delle popolazioni. Tra tutti i chierici, coloro che dimostrarono maggiore intensità e zelo nell'attività di reclutamento di nuovi proseliti furono probabilmente l'arcivescovo di Milano Anselmo IV da Bovisio, l'arcivescovo di Salisburgo Timo e l'arcivescovo di Lione Ugo di Die. In territorio cisalpino, in particolare, l'iter fu particolarmente elaborato e rispettò il seguente schema: dopo un concilio avvenuto a Valenza nel settembre del 1100, i legati proseguirono alla volta di Limoges, dopodiché andarono a Poitiers e in quel luogo, durante un concilio radunatosi il 18 novembre in occasione del quinto anniversario dell'apertura del concilio di Clermont, predicarono la crociata. Pasquale II vietò però la partenza di eventuali guerrieri spagnoli verso la Terrasanta, per impedire di lasciare sguarnita la frontiera cristiana orientale impegnata nella Reconquista. Va inoltre sottolineato che i monasteri, al pari della nobiltà, funsero da essenziale sostegno economico per le spedizioni che di lì a breve sarebbero partite.

## La spedizione dei lombardi

### Preparativi

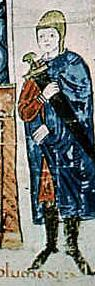
Combattente lombardo-toscano del 1100 circa, Vita Mathildis

I lombardi avevano giocato un ruolo decisamente marginale durante i prodromi della prima crociata, aggregandosi a Pietro l'Eremita nel 1096 ma complottando con i suoi seguaci tedeschi contro i francesi, circostanza che contribuì al disastroso risultato della spedizione. I sopravvissuti si erano in seguito messi agli ordini di Boemondo I d'Altavilla, divenuto di lì a breve il condottiero crociato più apprezzato dai settentrionali italiani. La più eminente figura ecclesiastica della Lombardia, l'arcivescovo di Milano Anselmo IV da Bovisio, era già stata sollecitata ad apportare un maggiore sostegno alla causa nella prima metà del 1099 da papa Urbano II tramite una missiva, purtroppo andata perduta. Pare che la propaganda fosse stata fomentata «dalla più eletta gioventù milanese» e, altrove, «da molti uomini di ogni condizione», come riporta il cronista Landolfo Iuniore. La notizia era stata accolta con gradito entusiasmo dalla popolazione, che aveva conseguentemente acclamato chi aveva aderito al proclama esclamando Ultreja, ultreja! (lett. "spingiamoci oltre", "andiamo avanti"). Fu così che il 13 settembre del 1100, benché la prudenza avrebbe dovuto suggerire di partire in primavera per evitare il freddo invernale, si era mossa da Milano una spedizione composta perlopiù da abitanti della Lombardia. Alla loro guida vi era innanzitutto il suo promotore, l'arcivescovo Anselmo IV, affiancato da Alberto, conte di Biandrate, dal conte Ghiberto di Parma e da Ugo di Montebello. Tra gli altri membri di spicco vi erano personalità legate all'élite dell'aristocrazia milanese e delle città di Novara, Vercelli, Tortona, Pavia, Piacenza e Parma, seguite a loro volta da tutti i vassalli laici ed ecclesiastici (tra cui i vescovi di Pavia, Piacenza e di Tortona).
La spedizione del 1101 comprendeva principalmente elementi di umile estrazione sociale scarsamente disciplinati, donne, bambini e solo pochissimi soldati ben addestrati. Quanto al numero di partecipanti, vi sono diverse incertezze e si può in generale affermare che nessuno studioso ha accettato le ondivaghe cifre offerte dalle fonti medievali. Alberto di Aquisgrana parla di 30 000 uomini, mentre Eccheardo d'Aura ne stima 50 000. Nella sua Alessiade, la bizantina Anna Comnena menziona 50 000 cavalieri (lo certifica anche Orderico Vitale) e 10 000 fanti. L'arabo Ali Ibn al-Athir fornisce infine la cifra di 300 000 uomini, ma si tratta di un'esagerazione tesa a esaltare la futura vittoria dei musulmani. Alec Mulinder è tra gli autori moderni che più di ogni altro ha circoscritto il dato, sostenendo che il solo stuolo di combattenti fosse pari a 8 000. Presto sia l'arcivescovo sia il conte di Biandrate, considerato il comandante militare in pectore dell'esercito, si sarebbero resi conto di non essere in condizioni di farsi obbedire da un così folto seguito.

### Il viaggio

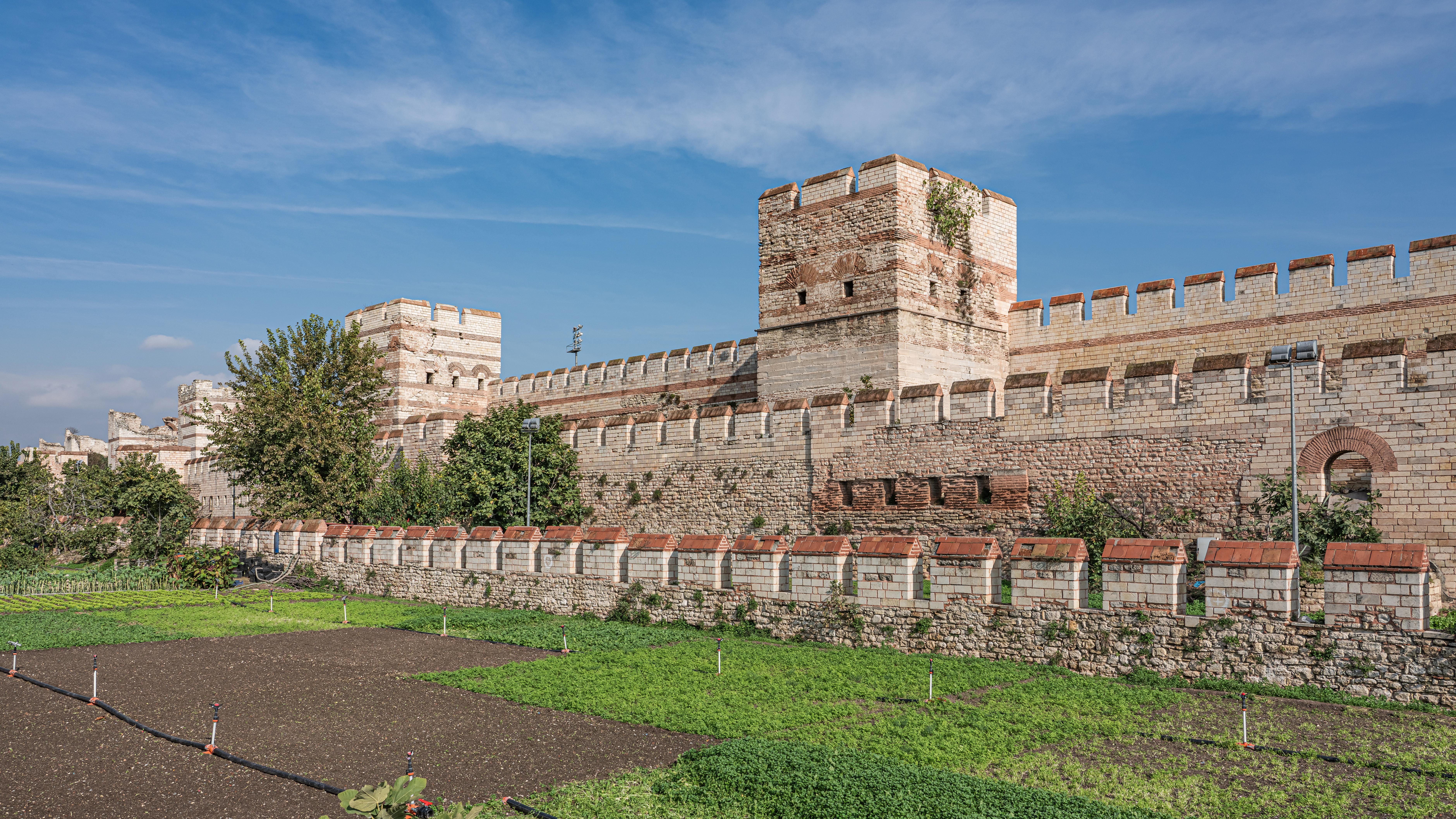
Una sezione delle mura di Costantinopoli. La capitale dell'impero bizantino fu raggiunta e sfruttata come punto d'appoggio da tutte le spedizioni partite nel 1101.

Esattamente come ogni altra spedizione avvenuta immediatamente dopo la prima crociata, i viaggiatori pensarono di emulare lo stesso percorso compiuto all'andata, il quale prevedeva innanzitutto di arrivare a Costantinopoli e di approdare in seguito in Asia Minore. Durante l'autunno del 1100, i lombardi transitarono attraverso la Carnia, la valle della Sava, che allora era parte del Regno d'Ungheria, e una volta a Belgrado varcarono i confini dell'Impero bizantino. Alessio I Comneno li scortò attraverso la penisola balcanica, garantendogli la presenza di mercati privilegiati e decidendo poi di dividerli, in quanto troppo numerosi e difficili da sorvegliare, in tre gruppi. Un primo fu collocato nelle vicinanze di Filippopoli (oggi Plovdiv), il secondo nei dintorni di Adrianopoli (Edirne) e il terzo vicino a Rodosto (Tekirdağ). Tuttavia, presto ogni gruppo manifestò irrequietezza e cominciò a darsi a saccheggi e soprusi, rubando perfino nelle chiese ortodosse. A marzo, avendo fatto leva quanto più possibile sulla sua pazienza, l'imperatore ordinò che si muovessero tutti in un accampamento collocato all'infuori delle mura di Costantinopoli, da cui avrebbero dovuto presto transitare in Asia. Avendo però saputo che altri rinforzi stavano per giungere, i lombardi si rifiutarono di partire e ciò spinse i bizantini a tagliare loro gli approvvigionamenti, nella speranza che superassero il Bosforo. Si rivelò una decisione errata: dopo tre giorni, infatti, gli stranieri insorsero e attaccarono le mura cittadine, riuscendo ad aprirsi persino un varco che li condusse al cortile del palazzo delle Blacherne, la residenza più lussuosa dell'imperatore bizantino, dove uccisero uno dei leoni preferiti di Alessio e dove cercarono, senza successo, di penetrare nel palazzo. Appresa la notizia, l'arcivescovo di Milano e il conte di Biandrate, i quali erano stati cordialmente ricevuti dall'imperatore, ne rimasero sconvolti e riuscirono a fatica a sedare gli animi, dovendosi inoltre preoccupare di rabbonire il sovrano.
Una riconciliazione definitiva avvenne tramite il conte Raimondo IV di Tolosa, il quale aveva trascorso l'inverno come ospite di Alessio e di cui godeva della completa fiducia. Raimondo aveva partecipato di persona alla prima crociata, ma non essendo riuscito a ritagliarsi una porzione di territorio da amministrare nel Levante aveva deciso di spostarsi a ovest e di prestare i propri servigi all'imperatore bizantino. Fu sempre grazie al nobile francese che i lombardi si convinsero a lasciare Costantinopoli e a dirigersi verso Nicomedia (İzmit), dove si prevedeva di attendere i nuovi crociati partiti dall'Occidente.

### L'arrivo dei franco-tedeschi

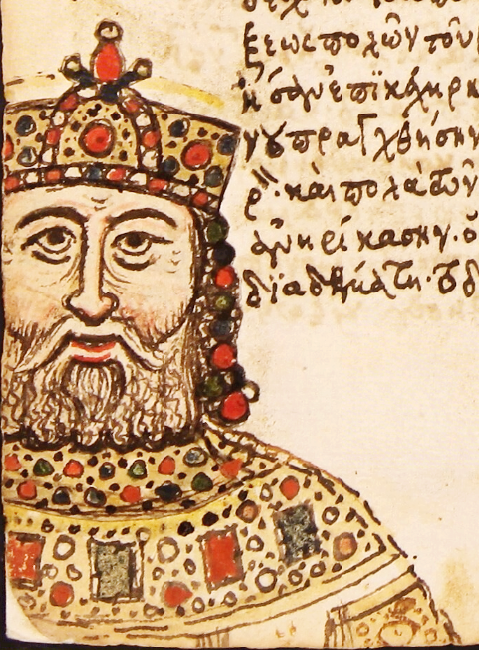
L'imperatore Alessio I Comneno. Pur non avendo partecipato direttamente alla crociata del 1101, mise a disposizione un piccolo contingente guidato dal generale Zita.

Il conte Stefano II di Blois aveva partecipato alla prima crociata e aveva condotto l'assedio di Antiochia del 1098, ma a un certo punto aveva deciso di rinunciarvi, ritenendo che fosse inutile prolungare un assalto così dispendioso ed esposto al rischio di arrivo di rinforzi musulmani. In aggiunta, aveva anche convinto l'imperatore bizantino Alessio Comneno, in viaggio verso Antiochia per fornire supporto, ad abbandonare l'avanzata perché riteneva che l'esito della battaglia sarebbe stato sicuramente infausto. Malgrado in realtà i cristiani avessero portato a termine con successo l'assedio immediatamente dopo la partenza di Stefano, la sua decisione ebbe una duplice conseguenza: in primo luogo, avvalorò i sospetti di chi temeva che i bizantini non avessero voluto collaborare nella lotta, malgrado in realtà fossero stati traviati dai falsi ragguagli riferiti dal conte francese, e in secundis di attirare su Stefano la fama di codardo e il disonore una volta ritornato a casa. Pare che persino sua moglie Adele, figlia di Guglielmo il Conquistatore, si vergognasse profondamente di lui e che nell'intimità insistesse affinché riscattasse il suo onore. Poiché non poteva addurre come pretesto la necessità di ritornare a governare la sua contea, considerando che il potere era stato ceduto temporaneamente alla consorte, Stefano decise di rimettersi in cammino per la Terrasanta nella primavera del 1101.
Udendone notizia, molti altri cavalieri francesi del Nord, fiamminghi e borgognoni, si prepararono ad accompagnarlo sotto la guida di Stefano di Borgogna, di Ugo II di Broyes e del vescovo di Soissons. Nel loro viaggio, i circa 8 000 soldati, ipotizzati dagli storici, discesero in Italia, attraversarono l'Adriatico e giunsero a Costantinopoli verso i primi giorni di maggio. Mentre procedevano si imbatterono in un piccolo contingente tedesco al comando di Corrado, conestabile dell'imperatore Enrico IV di Franconia, stimato in 2 000 unità. Gli storici non concordano su quanto fosse superiore il numero di uomini facenti parte di quest'armata rispetto ai lombardi. Secondo alcuni, i franco-tedeschi avrebbero rappresentato i due terzi dei contingenti, mentre a giudizio di altri i lombardi costituivano la maggioranza.
I crociati francesi furono lietissimi di trovare Raimondo a Costantinopoli e molto soddisfatti dell'accoglienza ricevuta da Alessio Comneno. Intavolate alcune discussioni, convennero, forse su indicazione dell'imperatore bizantino, di assegnare a Raimondo il comando di tutta la spedizione, proposta questa che fu accettata dai lombardi, ma da lui accolta con riluttanza.

### In Asia Minore
Tra maggio e giugno, l'esercito composto da francesi, tedeschi, lombardi e alcuni romei comandati da un generale di nome Zita, sotto il quale si trovavano anche cinquecento mercenari peceneghi, si lasciò Nicomedia alle spalle e si incamminò lungo la via che conduceva a Dorileo (Eskişehir). Non tutti concordavano su questa decisione, poiché alcuni avrebbero preferito aspettare l'arrivo di ulteriori rinforzi a sostegno della campagna; tuttavia, tale posizione rimase inascoltata.
L'obiettivo della crociata era quello di spingersi in Terrasanta e, in via indiretta, di liberare e rendere sicure delle strade in Asia Minore, uno scopo secondario che stava molto a cuore all'imperatore. Stefano di Blois raccomandò perciò che l'esercito seguisse la via percorsa dalla prima crociata per Dorileo e Iconio (Konya) e Raimondo, obbedendo alle istruzioni dategli da Alessio e avendo già proceduto qualche anno prima lungo la stessa strada, condivise il piano. I lombardi protestarono tuttavia vibratamente, dicendosi a tutti i costi intenzionati a liberare il loro eroe Boemondo d'Altavilla, l'unico guerriero in cui riponessero cieca fiducia. A Costantinopoli erano stati infatti informati che, sin dall'anno precedente, si trovava prigioniero dell'emiro danishmendide Gazi Gümüshtegin nel castello di Neocesarea (Niksar), tra Sebaste (Sivas) e Trebisonda, nella remota regione nord-orientale dell'Anatolia. Raimondo di Tolosa, che covava con l'imperatore Alessio lo stesso astio verso Boemondo ed era inoltre notoriamente geloso della fama di quest'ultimo, sconsigliò qualsiasi piano alternativo all'originale e alimentò un acceso dibattito rivelatosi, col senno di poi, esiziale per il destino della spedizione. Malgrado l'insistenza dei francesi, fu il partito dei lombardi a prevalere, principalmente per via della diffidenza nei confronti di Raimondo di Tolosa e poi anche perché Stefano di Blois godeva di scarsa credibilità sin dal suo infausto ritiro da Antiochia. In realtà, stando ad altri esperti, i francesi non vennero costretti a rivedere il proprio percorso e, semplicemente, abbracciarono in maniera consapevole la scelta di affiancare i lombardi. Ciò comportò la necessità di accantonare l'ipotesi di seguire un percorso attentamente pianificato, preferendo un più diretto e pericoloso approccio nel cuore delle terre selgiuchidi.

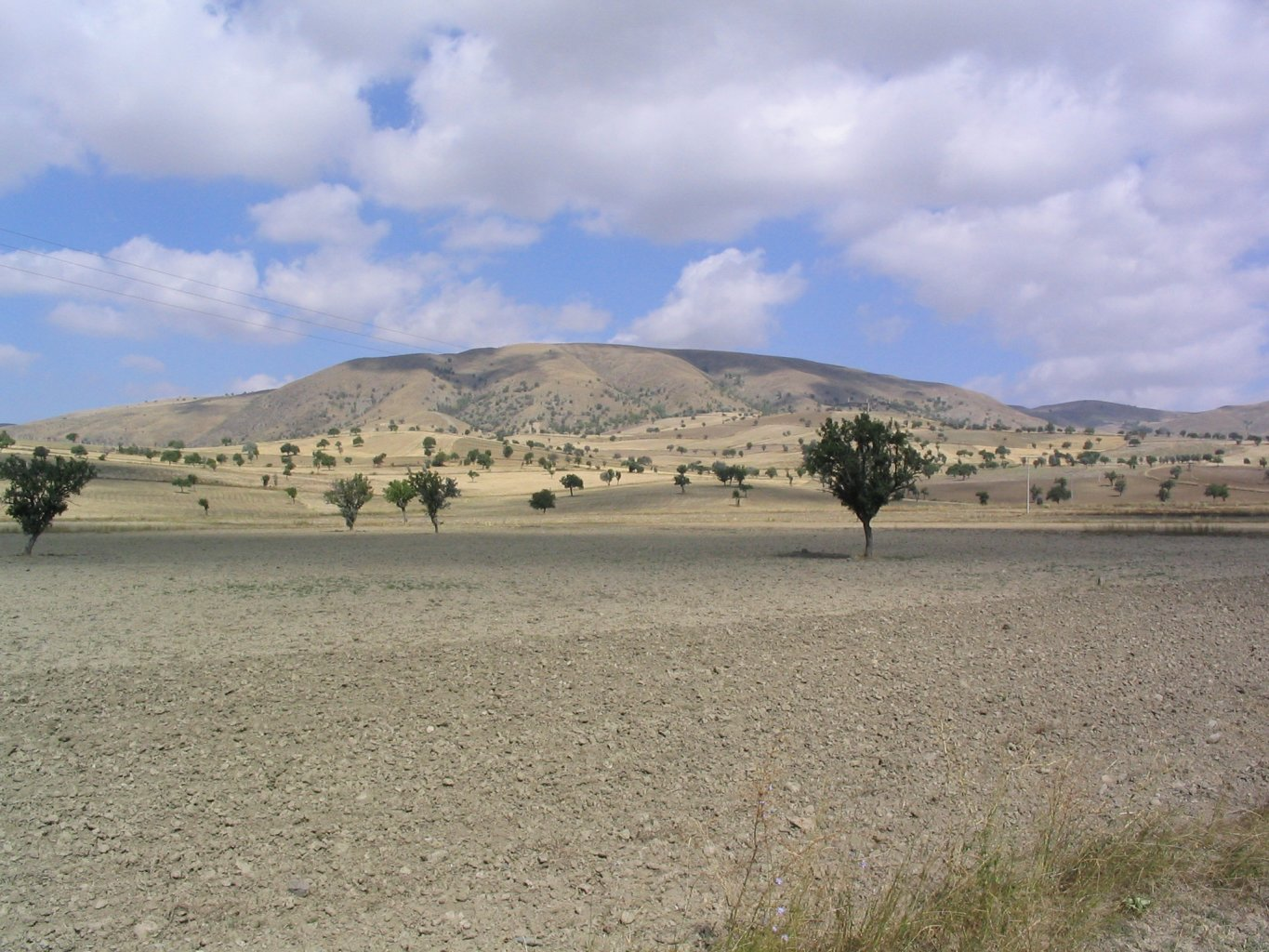
Panorama a ovest di Ankara, direzione da cui i franco-lombardi raggiunsero e poi conquistarono la moderna capitale della Turchia, malgrado essa fosse stata quasi interamente evacuata

Fortunatamente per i cristiani, direttisi dunque in direzione di Ankara, gran parte della tratta era controllata dai romei, circostanza che favorì il rifornimento di ogni genere di vettovaglie. Il sultano selgiuchida dell'epoca e signore di quelle terre era il giovane ventiduenne Kilij Arslan I che, pur avendo perso il controllo della capitale Nicea (İznik) nel 1097, si dimostrò presto un avversario coriaceo e tenace. Quando l'esercito giunse ad Ankara, il 23 giugno, ne trucidò la sparuta guarnigione rimasta e la conquistò nel giro di breve tempo. Rispettando il giuramento compiuto dinanzi ad Alessio, il quale ricalcava quello prestato dai crociati nel 1097, il possesso della città fu ceduto ai rappresentanti dell'imperatore.
Lasciando Ankara, i franchi presero una pista che conduceva in direzione nord-est a Gangra (Çankırı), nella Paflagonia interna, per la quale si doveva obbligatoriamente transitare per raggiungere la strada principale per Amasea (Amasya) e Neocesarea. Da allora, i crociati cominciarono a patire una serie ininterrotta di difficoltà e non è nemmeno possibile ripercorrere con chiarezza le località attraversate, poiché le fonti primarie si limitano a testimoniare che furono superate alcune città non meglio identificate. Kilij Arslan stava osservando con attenzione la lenta avanzata del nemico e aveva deciso di ritirarsi gradualmente, applicando la tattica della terra bruciata e minando così i rifornimenti dei suoi avversari. Avvertito delle manovre in corso compiute dai cristiani, il già citato emiro danishmendide Gazi Gümüshtegin si era seriamente allarmato e aveva deciso di rinnovare la sua alleanza con Kilij Arslan e di estendere l'accordo con Ridwan ibn Tutush, emiro di Aleppo. La coalizione comprendeva infine Karaja, signore di Harran, e contava tra i 4 000 e i 6 000 cavalieri. Quando il seguito crociato raggiunse Gangra, i selgiuchidi si erano radunati e avevano visto arrivare anche i rinforzi spediti da Aleppo. L'afflusso di queste truppe musulmane di supporto rese la fortezza inespugnabile e la scarsità di risorse reperite razziando le campagne circostanti impose ai crociati di proseguire. Il caldo di luglio si fece opprimente e, in cerca di una soluzione, i combattenti vollero uniformarsi al consiglio di Raimondo, il quale suggeriva di procedere a nord verso Kastamonu e da lì verso qualche avamposto bizantino sul mar Nero. È possibile che il nobile sperasse di riguadagnarsi il favore di Alessio Comneno riconquistando quella che era la città di origine della dinastia regnante a Costantinopoli.

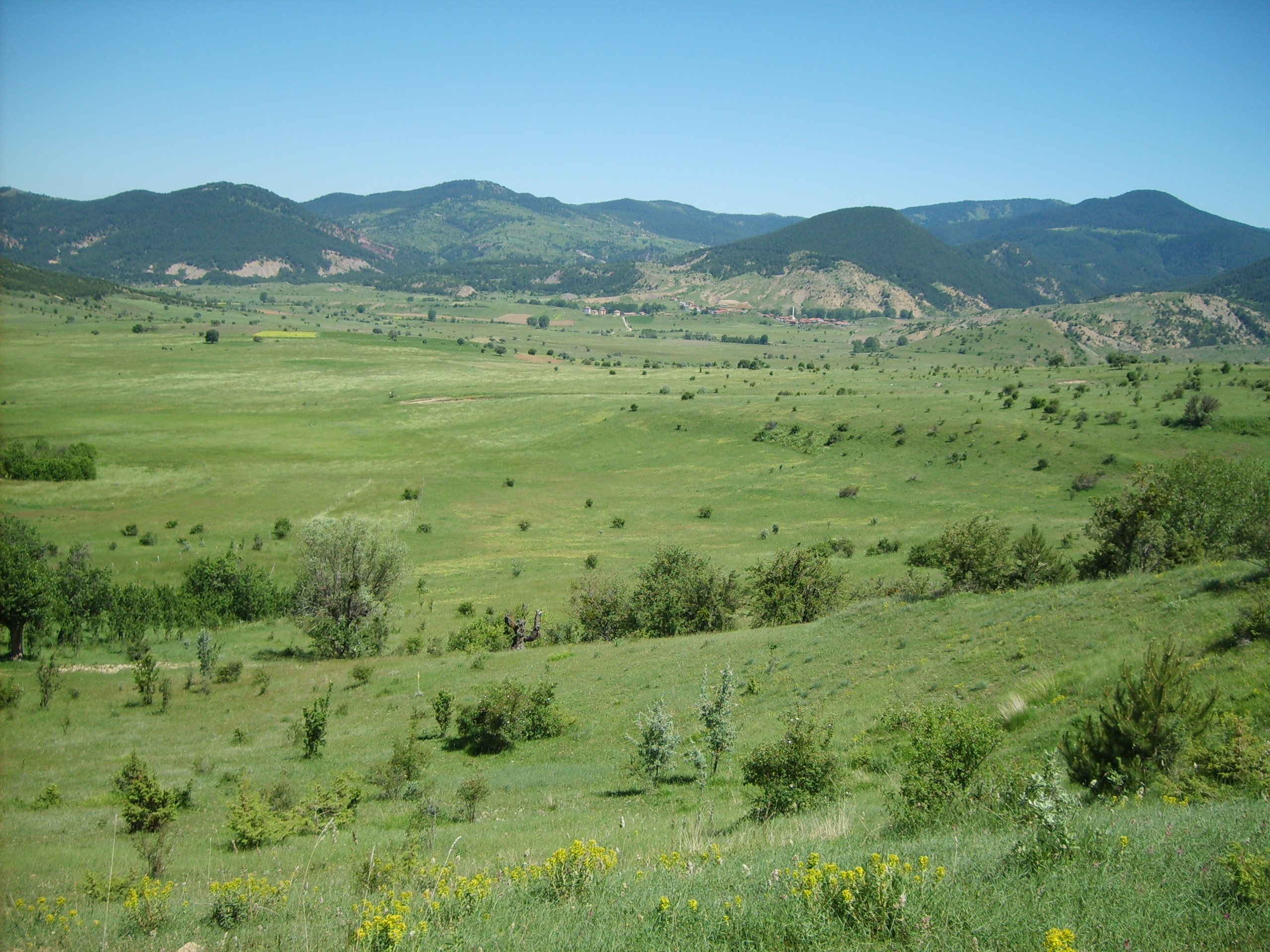
Panorama nella moderna provincia di Çankırı (l'antica Gangra), a ridotta distanza da Kastamonu. Il verde e fertile paesaggio della fotografia era stato devastato dai turchi, al fine di impedire che i crociati potessero trovare delle risorse alimentari.

Il viaggio per Kastamonu si rivelò lento e faticoso, oltre che aggravato dalla scarsità di acqua e di colture incendiate dai turchi. Questi ultimi cominciarono ad applicare una nuova strategia, quella di effettuare delle azioni di contrasto su scala minore contro i reparti avanzati o alla retroguardia. In una valle lungo la strada, mentre raccoglievano dell'orzo (il grano non era ancora maturo) e delle mele selvatiche, vari cristiani vennero attratti in un'imboscata e persero la vita, anche per via delle fiamme appiccate ad alcuni arbusti. Un altro dei primi attacchi a sorpresa alle file terminali dell'esercito cristiano causò la fuga di settecento lombardi, circostanza che portò al massacro della fanteria. Sia pur con difficoltà, Stefano di Borgogna riuscì a riordinare l'avanguardia e a respingere gli ostili. Nei giorni seguenti Raimondo, al comando della retroguardia, fu costantemente impegnato ad allontanare i turchi, che non davano mai l'impressione di volersi impegnare in una battaglia campale. Ciò costrinse l'esercito a marciare compatto, senza la possibilità di inviare esploratori in cerca di viveri o informazioni di qualsiasi genere sui luoghi che attraversavano. Nelle vicinanze di Kastamonu, i comandanti compresero chiaramente che la sola possibilità di salvezza consisteva nello spingersi verso la costa, ma ancora una volta i lombardi non accettarono questo suggerimento. Forse attribuivano le loro attuali difficoltà all'idea di Raimondo di deviare verso Kastamonu, oppure ancora pensavano che, lasciato il territorio selgiuchida, sarebbe stato agevole marciare in quello danishmendide, probabilmente meno presidiato. L'ostinazione dello schieramento lombardo costrinse gli aristocratici europei a virare la marcia verso oriente, in quanto erano troppi pochi per potersi dirigere a nord con la sicurezza di giungervi illesi. Così, dopo quindici giorni di marcia da Gangra, anziché proseguire verso settentrione tornarono sulla strada per Neocesarea.

### La battaglia di Mersivan
Quando guadarono il fiume Ali (Kızılırmak), i crociati fecero il loro ingresso nei territorio danishmendide, dove eseguirono un «insensato» saccheggio ai danni di un villaggio abitato da greci cristiani, come testimonia anche Anna Comnena. Nel mese di agosto raggiunsero i dintorni della città di Mersivan (Merzifon) e lì vi si accamparono, a metà strada tra il fiume Ali e Amasea.
L'intero esercito turco si preparò a sgominare il nemico, pianificando di attaccare prima dalla distanza e di vanificare così la superiorità avversaria nel corpo a corpo. Al netto di alcuni elementi non chiari, gli storici sono convinti che la lotta si trascinò per diversi giorni. Durante il primo di essi, caduto di venerdì, gli arcieri turchi si posizionarono ai vari fianchi dell'accampamento; da lì, mentre emettevano delle «urla feroci», scagliarono raffiche intense di frecce, ritirandosi poi in tutta fretta per lasciare spazio ad altri gruppi i quali, da una diversa postazione, ripeterono la stessa tattica. In quella circostanza, i difensori riuscirono a tenersi compatti e resistettero con successo. Le manovre erano però rese ardue dall'equipaggiamento pesante e dalle distanze tra i vari reparti, con la comunicazione che veniva aggravata dalle barriere linguistiche presenti tra i guerrieri di diversa provenienza geografica. Nel secondo giorno, il conestabile Corrado attaccò una piccola roccaforte turca situata a poca distanza e prevalse, ma dovette rinunciare a far ritorno alla base cristiana perché piombò in un agguato, perdendo alcune centinaia dei suoi soldati tedeschi e tutto il bottino raccolto. Ignorando i veri motivi che avevano impedito il ritorno di Corrado, il resto delle forze cristiane temette di essere stato abbandonate al proprio destino. Stranamente, durante il terzo giorno, una domenica, entrambi gli schieramenti si astennero da qualsiasi ostilità.

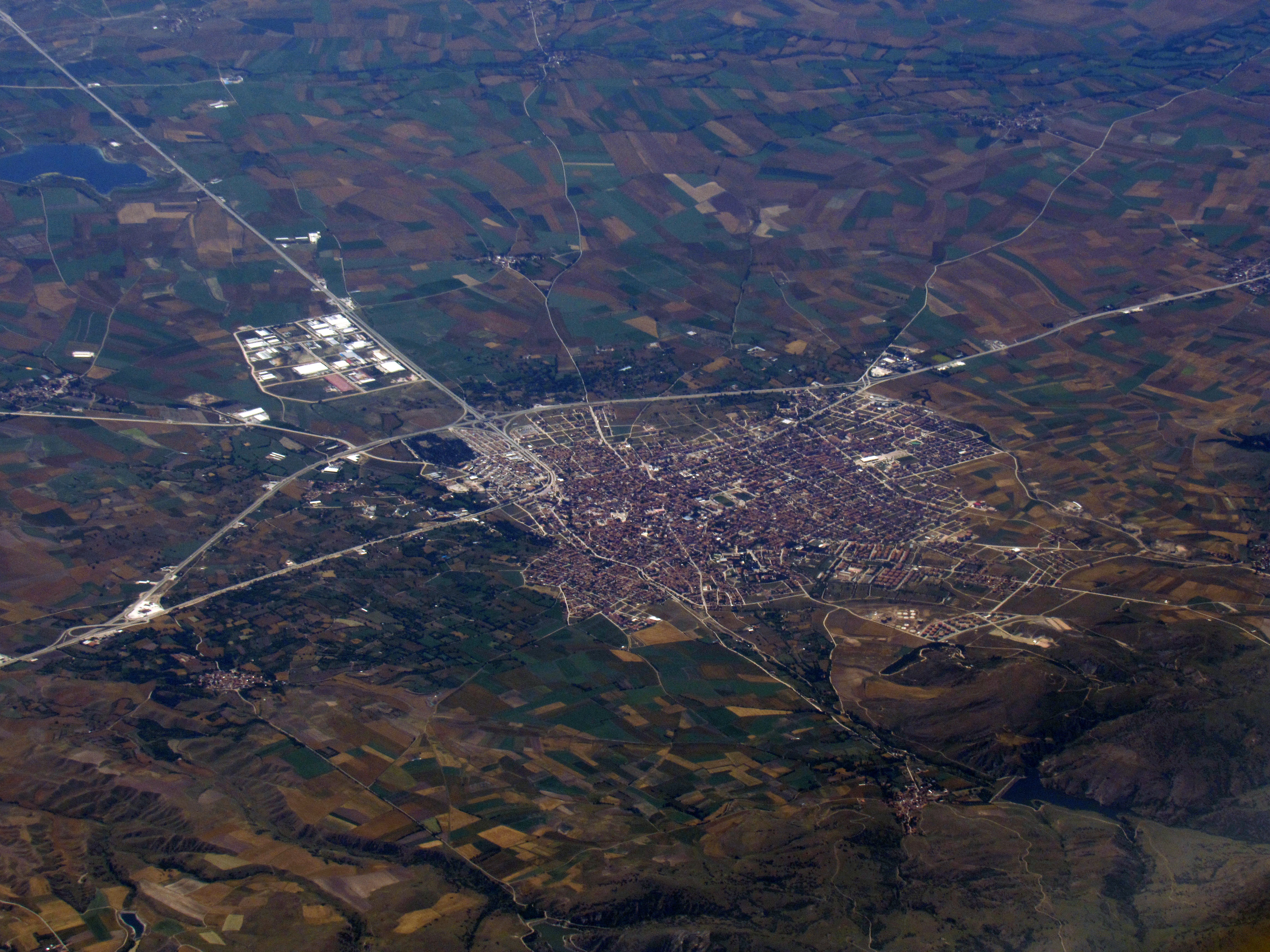
La moderna Merzifon (nel Medioevo Mersivan) vista dall'alto, nei pressi della quale ebbe luogo l'omonima battaglia nel mese di agosto

Il lunedì mattina, l'arcivescovo di Milano predicò a tutta la schiera dei crociati, esortando la folla a confessarsi e mostrando una reliquia di Sant'Ambrogio e la lancia sacra che Raimondo aveva portato con sé. L'esercito fu quindi schierato in formazione e frammentato in cinque diversi gruppi, quello dei borgognoni, quello di Raimondo e dei bizantini, quello dei tedeschi, quello dei francesi e, infine, quello dei lombardi. Nel tentativo di sfuggire alla morsa nemica, alcuni cristiani attaccarono i turchi causando svariate perdite, sia pur a caro prezzo. Quando il giorno successivo nuove truppe danishmendidi e aleppine affiancarono quelle di Arslan, egli poté aggredire con ferocia l'avanguardia lombarda, la più esposta al nemico; la lotta si dimostrò presto impari per un'armata composta da unità affamate e dal morale basso, costringendo i guerrieri italiani a decidere di abbandonare la schermaglia. Con il loro comandante, il conte di Biandrate, ruppero quindi i ranghi in preda al panico abbandonando le loro donne e i preti. Poco dopo anche i mercenari peceneghi seguirono lo stesso esempio, non intravedendo alcuna prospettiva di successo e ambendo a salvarsi la vita. Raimondo si trovò a quel punto abbandonato a sé stesso, ma riuscì con le sue fedeli guardie del corpo a farsi strada su una collinetta rocciosa, dove resistette finché Stefano di Blois e Stefano di Borgogna poterono venire in suo soccorso. Per tutto il pomeriggio, francesi e tedeschi resistettero strenuamente, ma con il passare delle ore il senso di coesione venne gradualmente meno. Al calar della notte, Raimondo fu preso dal panico e, con il favore delle tenebre, sia pur ferito, fu salvato da Corrado e Stefano e fuggì verso la costa accompagnato dalla sua guardia del corpo provenzale e dalla sua scorta di soldati bizantini. Stando a una ricostruzione differente degli eventi, Raimondo sarebbe stato il primo a fuggire, mosso da una «insensata paura» la quale, a cascata, avrebbe coinvolto ogni reparto dell'esercito, provato dalle estenuanti lotte, dalla debolezza degli spossati cavalli e dal lungo digiuno. È pacifico che, prima dell'alba, gli ultimi combattenti rimasti avevano rinunciato a lottare e si erano dati alla fuga, abbandonando nelle mani dei turchi tutto il proprio accampamento e i non-combattenti.

### L'epilogo e la ricerca di un capro espiatorio

Il sultanato selgiuchide nel 1100 circa (in marrone scuro)

I vincitori sostarono nell'accampamento per trucidare gli uomini e le donne anziane che vi si trovavano, gettandosi poi all'inseguimento dei fuggiaschi, di cui sopravvissero quasi sicuramente soltanto coloro che erano a cavallo. Avendo viaggiato quasi tutti a piedi, i lombardi furono decimati a eccezione dei loro capi, comportando in totale lo sterminio di quattro quinti dell'intero esercito. Inoltre, grandi quantità di oggetti di valore e di armi caddero in mano ai turchi e le donne e i bambini catturati finirono negli harem o nei mercati di schiavi dell'Oriente. Nelle sue opere, Alberto di Aquisgrana si limita a concentrarsi sui nobili della Francia settentrionale deceduti, ma è presumibile che ogni contingente soffrì perdite ingenti. Jean Richard ha stimato il totale di morti e i prigionieri tra le 50 000 e le 160 000 vittime.
Raimondo e la sua scorta riuscirono a raggiungere il piccolo porto bizantino di Bafra, alla foce del fiume Ali, dove trovarono una nave che li condusse a Costantinopoli. L'arcivescovo Anselmo di Milano morì il 30 settembre nella capitale bizantina. Gli altri cavalieri che riuscirono a sfuggire alla mattanza si fecero strada verso il mare raggiungendo Sinope, da cui seguirono lentamente la corsa fino ad arrivare a Costantinopoli al principio dell'autunno.
In cerca di un capro espiatorio, l'opinione pubblica crociata fece ricadere le responsabilità della disfatta in capo ai bizantini. Si vociferava infatti che il conte Raimondo, obbedendo alle indicazioni di Alessio Comneno, avesse deviato dal percorso principale e fosse di proposito caduto vittima di un'imboscata turca, suscitando la soddisfazione dell'imperatore. Alessio, in realtà, era furibondo per l'esito della spedizione con Raimondo e i suoi compagni; malgrado li ricevette con cortesia, fu molto freddo e non nascose affatto il proprio disappunto. Forse una probabile riconquista di Kastamonu e delle zone interne della Paflagonia avrebbe potuto smuovere la sua compassione, ma il suo desiderio principale appariva quello di assicurarsi una strada affidabile e diretta verso la Siria, con il risultato che sarebbe stato di gran lunga più facile difendere i territori riconquistati nella parte sud-occidentale dell'Asia Minore. La sua intenzione era quella di sfruttare l'arrivo degli europei nel Vicino Oriente per espandere i propri domini a sud-est e non invece a nord-est, dove aveva avviato delle trattative di pace con l'emiro danishmendide per il riscatto di Boemondo. L'epilogo della campagna aveva generato anche un'altra conseguenza, quella di rinvigorire moralmente i turchi e di far tramontare il mito dell'invincibilità dei crociati giunti dal continente.

## La spedizione nivernese

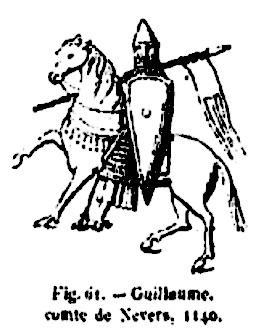
Guglielmo II di Nevers, principale condottiero della spedizione nivernese

Pochi giorni dopo la partenza lombarda da Nicomedia, un esercito francese di 15 000 uomini, perlopiù composto da elementi nivernesi, era giunto a Costantinopoli sotto il comando del conte Guglielmo II di Nevers. Decisamente più circoscritta è la stima di Mulinder, secondo cui gli uomini in grado di combattere erano circa 3 000. Un documento redatto a Molesme riferisce che, in data 30 gennaio 1101, Guglielmo stava ultimando i preparativi per il viaggio che intendeva compiere verso Gerusalemme, ragion per cui è legittimo credere che si mosse poco dopo, agli inizi di febbraio. Fattosi strada attraverso l'Italia, da Brindisi l'esercito si imbarcò verso Valona, in Epiro, e preservò una disciplina encomiabile durante il suo transito in Macedonia, venendo infine ricevuto cordialmente da Alessio. Il desiderio di Guglielmo era però quello di non attardarsi, poiché egli anelava a congiungere le proprie forze con quelle del duca di Borgogna Stefano, suo vicino in patria.
Una volta a Nicomedia, gli fu riferito che gli altri combattenti si erano diretti ad Ankara, dove egli stesso sopraggiunse alla fine di luglio, ma quando lì chiese informazioni sui franco-lombardi nessuno seppe dirgli dove si trovassero. Guglielmo perciò tornò indietro per prendere la via di Iconio, un percorso profondamente solcato dalle devastanti cicatrici generate dalla prima crociata. Quando vi giunse nella metà di agosto, Iconio era occupata da una possente guarnigione selgiuchida e il tentativo di Guglielmo di espugnarla, trascinatosi per tre giorni, si rivelò infruttuoso. Decise dunque di desistere e di non perdere ulteriore tempo, ma il suo attacco aveva destato l'attenzione di Kilij Arslan e dell'emiro Gazi, che galvanizzati dalla vittoria sui lombardi si precipitarono a meridione, probabilmente attraversando Cesarea di Cappadocia (Kayseri) e Nigde e giungendo quindi a Eraclea Cibistra (Ereğli), alle porte della Cilicia, prima di Guglielmo. Le truppe nivernesi avanzarono lentamente da Iconio verso oriente, complice la scarsità di cibo e l'ostruzione dei pozzi causata dai turchi. Mentre si avvicinavano a Eraclea, stanchi e indeboliti, furono presi alla sprovvista e vennero circondati dall'intero esercito turco, di gran lunga superiore in numero e ben posizionato. Al culmine di una fugace battaglia, la resistenza fu spezzata e l'esperto ed enorme corpo di spedizione francese perse la vita, salvo il conte Guglielmo stesso e alcuni nobili a cavallo che riuscirono a mettersi in salvo. Anche in questo caso, le donne al seguito, almeno mille, vennero fatte prigioniere e poi schiavizzate. La lacunosità dei dettagli relativi a questo scontro va verosimilmente ascritta allo scarso numero di sopravvissuti.

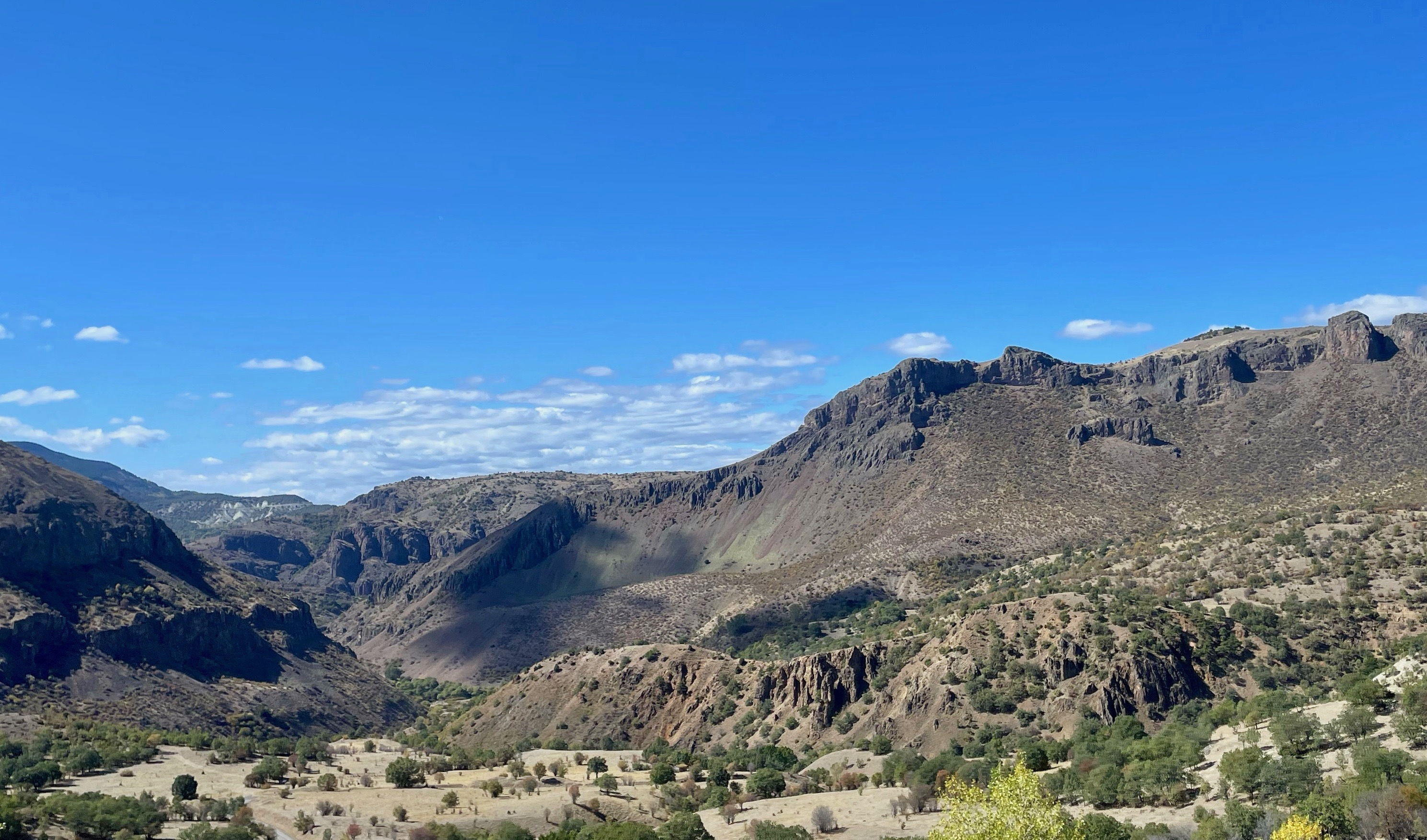
Il brullo paesaggio dell'Anatolia Centrale, la regione attraversata dalla spedizione nivernese prima e da quella franco-bavarese poi per raggiungere Eraclea Cibistra

Dopo alcuni giorni tormentati trascorsi a valicare le montagne del Tauro, i superstiti arrivarono presso la fortezza bizantina di Germanicopoli (Ermenek), a nord-ovest di Seleucia Isaurica (Silifke). Pare che il governatore bizantino si offrì di mettere a loro disposizione una scorta di dodici mercenari peceneghi per accompagnarli fino alla frontiera della Siria. Poche settimane dopo, il conte Guglielmo e i suoi compagni raggiunsero Antiochia seminudi e disarmati, dicendo che i peceneghi li avevano derubati e abbandonati nel deserto che stavano attraversando; considerando che Alberto di Aquisgrana, unica fonte relativa alla spedizione nivernese, non chiarisce ulteriormente la vicenda, non è dato sapere cosa avvenne esattamente.

## La spedizione franco-bavarese
Intorno alla metà di marzo, mentre il conte di Nevers concludeva la traversata del Bosforo, un altro esercito più folto e composto da francesi e tedeschi si stava dirigendo a Costantinopoli. In tale occasione, il contingente francese era comandato dal duca Guglielmo IX d'Aquitania, il più famoso trovatore del suo tempo e, in ambito politico, il principale antagonista di Raimondo di Tolosa. Sua moglie, infatti, la duchessa Filippa, era figlia del fratello maggiore di Raimondo e avrebbe dovuto ereditare la sua contea. Guglielmo era accompagnato da Ugo VI di Lusignano e da Ugo di Vermandois, che aveva abbandonato la prima crociata dopo la conquista di Antiochia e desiderava ardentemente adempiere al suo voto di recarsi a Gerusalemme. Sulla base di fonti indirette, legate all'improvviso calo demografico registrato in quelle regioni, gli studiosi hanno dedotto che gli eserciti di maggiore dimensione fossero stati quello assembrato nel settembre del 1100 in Lombardia e quello radunato in Aquitania poco più avanti.
Lasciata la Francia, i verosimilmente 16 000 arruolati procedettero attraverso la Germania meridionale e il Regno d'Ungheria, imbattendosi lungo la strada nel duca Guelfo I di Baviera, il quale, dopo aver governato a lungo e con saggezza la Baviera, aveva deciso di dedicare i suoi ultimi anni a combattere per la croce in Palestina. Vi è chi ha ravvisato delle diverse intenzioni, sostenendo che probabilmente il duca confidava di recarsi in pellegrinaggio per espiare i suoi peccati, piuttosto che per partecipare a un'operazione militare. Oltre ai cavalieri e ai fanti ben equipaggiati al suo seguito, vi erano altresì degli uomini radunati da uno dei legati pontifici più solerti, il già citato Timo, arcivescovo di Salisburgo, e dalla vedova margravia Ida d'Austria. Quest'ultima si era convinta a provare l'ebbrezza della crociata e aveva intrapreso il cammino delle armate congiunte oltre il Danubio e fino a Belgrado, per poi proseguire attraverso la penisola balcanica. Stavolta gli uomini d'arme erano tutt'altro che disciplinati, tanto da comportarsi così male quando raggiunsero Adrianopoli che le autorità bizantine mandarono delle truppe peceneghe e poloviciane a impedirgli di arrecare ulteriori danni. I franco-tedeschi scatenarono una vera e propria battaglia, terminata solo grazie all'intervento personale del duca Guglielmo e di Guelfo, che garantirono un passaggio più corretto delle loro truppe lungo il percorso. Scortati a Costantinopoli al principio di giugno, le tre principali figure di riferimento della campagna furono ricevute cordialmente da Alessio, offertosi di trasportare i soldati al di là del Bosforo.
La scelta più logica poteva sembrare quella di ricongiungere i nuovi arrivati con chi si era già avventurato in Asia Minore, ma i dissapori tra i comandanti crociati impedirono che ciò avvenisse. Il duca Guglielmo, infatti, non appariva disponibile a cooperare con un esercito condotto da un suo rivale, il conte di Tolosa, mentre Guelfo di Baviera, atavico avversario dell'imperatore Enrico IV, serbava probabilmente scarsa simpatia per il di lui conestabile, Corrado. Il conte di Nevers proseguì in fretta verso Ankara, mentre l'esercito aquitano-bavarese aspettò per cinque settimane vicino al Bosforo. Lì avvenne un'ultronea frammentazione quando alcuni pellegrini, non avendo ricevuto nessuna informazione in merito alla spedizione lombarda, temettero che Alessio stesse complottando qualcosa. Le false paure indussero numerosi pellegrini a vendere i propri cavalli per pagarsi un viaggio via mare, ma non mancò chi ebbe dei ripensamenti perché impaurito dal rischio di venire intercettato e catturato dalla marina bizantina. La gigantesca ondata di confusione che si impadronì dei tedeschi viene descritta in maniera vivida dallo storico Eccheardo d'Aura, uno dei pellegrini civili che scelse di rimanere a bordo delle navi dirette in Palestina, dove approdò con i suoi compagni al termine di un viaggio durato sei settimane.
Il grosso dell'esercito tedesco aveva invece seguito i francesi, avanzando lentamente via terra dalla metà di luglio lungo la strada principale per Dorileo e Iconio; in quest'occasione, si era deciso di accettare il consiglio bizantino di seguire la strada per Antiochia. È verosimile, inoltre, che vi fosse l'intenzione di imbattersi nei lombardi, con la speranza di congiungere le forze. Quando arrivarono a Dorileo, l'esercito nivernese aveva già superato la città nel suo viaggio ed era già molto avanti sulla via di Iconio. Lo strano e fortuito incastro dove i due eserciti finirono per marciare a distanza costante non agevolò la situazione per aquitani e bavaresi, poiché le scarse scorte disponibili erano state già esaurite da chi era passato in precedenza e di questo i crociati accusarono, ancora una volta, i bizantini. Come già i nivernesi, anche i neo-arrivati trovarono i pozzi asciutti od ostruiti, motivo per cui decisero di recarsi nell'abbandonata Filomelio (Akşehir) e di saccheggiarla. La guarnigione di Iconio, la quale poco prima aveva resistito ai soldati di Nevers, evacuò la città all'arrivo di questo nuovo e più numeroso esercito. Anteriormente alla partenza, tuttavia, i turchi raccolsero e portarono via quanto più cibo poterono e spogliarono praticamente del tutto i frutteti e le colture dei sobborghi. Più o meno nello stesso frangente, 250 chilometri circa più a est, Kilij Arslan e l'emiro Gazi surclassarono gli uomini di Nevers. Gli affamati ed assetati crociati avanzarono con immane fatica da Iconio, attraversando il deserto in direzione di Eraclea. Alcuni cavalleggeri turchi cominciarono ad attaccare i fianchi dell'esercito nemico, scagliando frecce in mezzo alle sue file ed intercettando le squadre di approvvigionamento o gli sbandati.
Malgrado le asperità, ai primi di settembre gli occidentali entrarono a Eraclea e, allo stesso modo di Iconio, la trovarono deserta. Appena fuori città scorreva un fiume, uno dei pochi corsi dell'Anatolia a non inaridirsi per tutta l'estate. In una località vicina a dove avevano trovato la morte i nivernesi, i guerrieri cristiani, quasi impazziti per la sete, ruppero le file e si precipitarono verso le invitanti acque, dove li attendeva nascosto dietro ai cespugli l'esercito turco. La disordinata avanzata dei cristiani permise agli autoctoni di circondarli senza che essi potessero serrare i ranghi. In preda al panico, la cavalleria leggera e la fanteria si accalcarono in maniera maldestra tra di loro, tanto che varie persone morirono dopo essere inciampate a terra ed essere state calpestate dagli altri. Vani si rivelarono i tentativi di chi tentò di mimetizzarsi nell'erba bassa, mentre più fortuna ebbe chi seguì il corso del fiume oppure prese la via delle montagne.
Il duca di Aquitania, assieme a uno dei suoi palafrenieri, si aprì una via di scampo e fuggì di corsa a cavallo verso le alture; da lì, dopo molti giorni di vagabondaggio attraverso i passi montani, trovò la strada per Tarso. Ugo di Vermandois riportò serie ferite durante gli scontri, ma alcuni dei suoi uomini lo salvarono e condussero anch'egli a Tarso, sebbene ormai moribondo; lì morì il 18 ottobre e venne sepolto nella cattedrale di San Paolo, senza aver adempiuto al suo voto di andare a Gerusalemme. Guelfo di Baviera trovò scampo soltanto buttando via tutta la sua armatura e, dopo parecchie settimane, giunse ad Antiochia con due o tre scudieri. L'arcivescovo Timo fu fatto prigioniero e riconosciuto martire dalla Chiesa cattolica, mentre la sorte della margravia d'Austria è ignota. Delle leggende nate in epoca posteriore raccontano che fu fatta prigioniera in un lontano harem, dove avrebbe dato alla luce il futuro eroe musulmano Zengi. Al di là delle discordanze cronologiche che screditerebbero tale diceria, è più legittimo credere che, nel panico, venne gettata fuori dalla sua lettiga e calpestata a morte.

## Conseguenze

### Geopolitiche

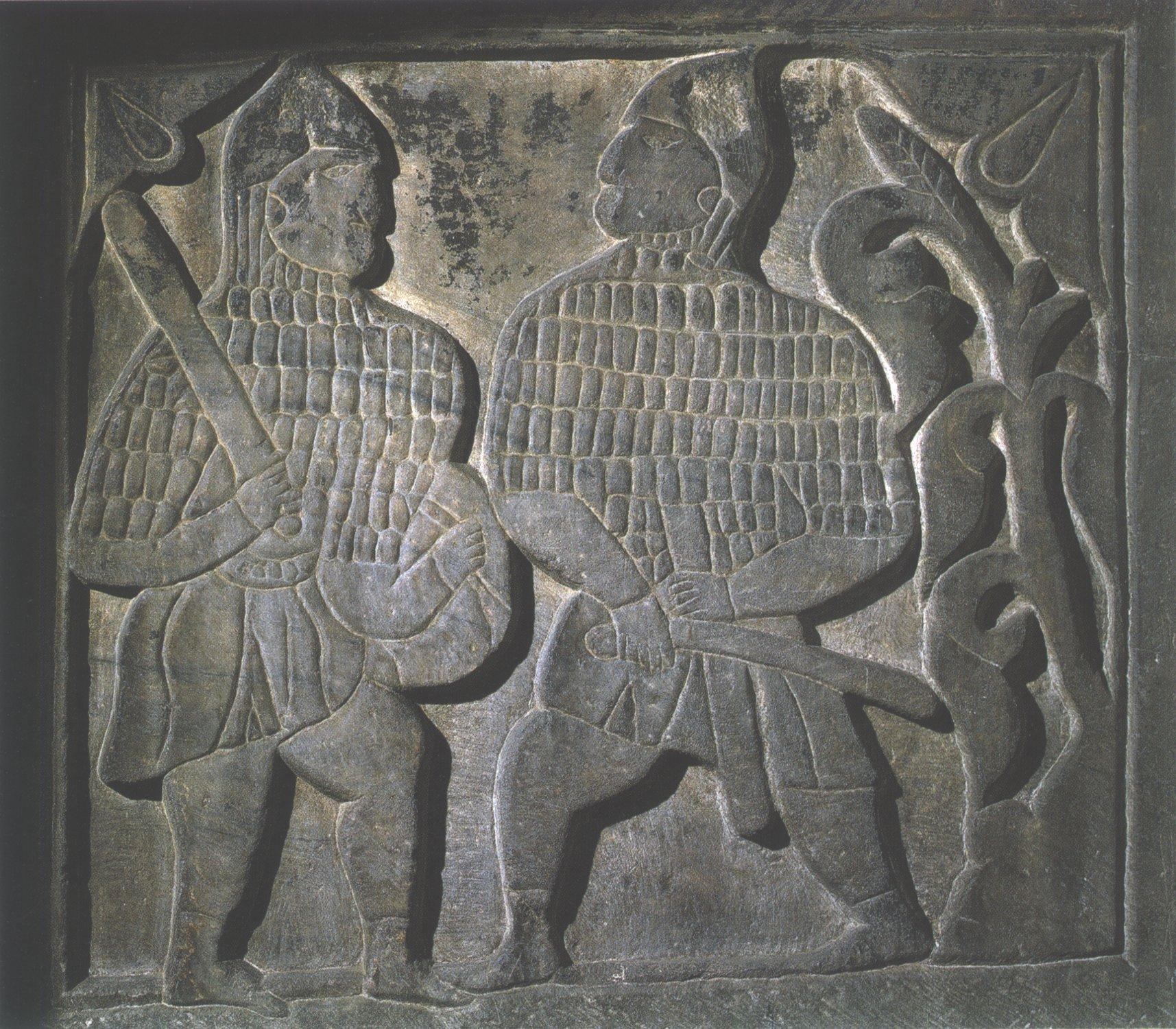
Bassorilievo che ritrae due guerrieri selgiuchidi conservato nel Museo di arte turca e islamica a Istanbul (quartiere di Sultanahmet (Fatih)), in Turchia

Le spedizioni del 1101, le quali avevano attirato un numero di proseliti più basso soltanto della prima e della terza crociata, si erano tutte tramutate in una catastrofe, impattando in vari ambiti gli sviluppi del movimento crociato. Facendo tesoro dei loro errori e beneficiando sia della propria maggiore conoscenza del territorio sia dell'ovvietà delle tattiche cristiane, i turchi si erano vendicati della sconfitta patita a Dorileo nel 1097 e avevano ripristinato la propria supremazia sull'Anatolia centrale. Presto il sultano fissò la sua capitale a Iconio, proprio sulla principale via di comunicazione tra Costantinopoli e la Siria; intanto, l'emiro danishmendide Gazi continuò nelle sue manovre di conquista della valle dell'Eufrate e fino alle frontiere della contea di Edessa. Le insidie insite nel tragitto lungo l'Asia Minore impedirono di intervenire con tempestività in Siria e in Palestina, dove «per giunta, al contrario di utili coloni», erano arrivati soltanto alcuni nobili e nemmeno troppo coesi. Si può dunque soltanto immaginare cosa avrebbe potuto comportare l'afflusso di un numero così significativo di truppe come quelle richiamate nel 1101 negli impoveriti possedimenti crociati. Oltre al deterioramento delle linee di comunicazione tra Siria ed Europa, praticamente divenute inservibili, si devono analizzare le increspature nei rapporti tra i crociati e i bizantini. Se da un lato i primi accusavano l'imperatore di stare ordendo delle trame segrete ai danni degli occidentali, dall'altro Costantinopoli si scandalizzava e si adirava per la stoltezza e l'arroganza degli alleati giunti da lontano.
La disfatta non coincise però con il termine del movimento crociato, anzi alimentò l'eco degli eroi che avevano prevalso nel 1099. Non potendone emulare le gesta poiché il cammino via terra risultava precluso, l'unica opzione possibile per i pellegrini civili e militari restava pertanto il mare, un'alternativa però non accessibile a chiunque e dai costi esorbitanti. In tal senso, chi seppe cogliere tale scenario a proprio vantaggio furono le repubbliche marinare italiane, il cui potere negoziale crebbe e il cui interpello si rese indispensabile per chiunque volesse sbarcare in Levante. Frattanto, le disfatte bizantine vennero accolte con gioia in Armenia e nelle montagne del Tauro, specialmente tra i principi rupenidi, perché l'imperatore non sembrava in grado di ristabilire su di loro la propria autorità. Per converso, gli armeni che vivevano nelle zone più ad oriente avevano meno ragioni di rallegrarsi, considerando che il loro avversario principale, l'emiro danishmendide, si spinse ben presto ad attaccarli dopo i suoi recenti successi militari. Anche i normanni di Antiochia, che come i Rupenidi temevano più i bizantini rispetto ai turchi, cercarono di sfruttare il momento per interessi personali. Poiché Boemondo languiva ancora in prigionia, il suo reggente Tancredi ne approfittò per consolidare appieno il potere anche a scapito dell'imperatore bizantino, da cui formalmente dipendeva e il quale aveva difficoltà a intervenire in quella regione.

### Destino dei sopravvissuti

L'Outremer nel 1102

Il duca d'Aquitania, il conte di Baviera e il conte di Nevers, accompagnati da pochi scampati, avevano fatto il loro ingresso ad Antiochia nell'autunno del 1101, mentre in contemporanea i capi della crociata franco-lombarda erano ritornati a Costantinopoli. Le discutibili scelte compiute generarono in Alessio delusione e sincero rammarico, tanto che fu ben lieto di mettere a disposizione delle navi per trasportare in Siria Raimondo e il suo seguito, la cui moglie e il cui esercito si trovavano a Laodicea. Intorno a capodanno Stefano di Blois, Stefano di Borgogna, il conestabile Corrado e Alberto di Biandrate sbarcarono a San Simeone e vennero rapidamente ad Antiochia, dove Tancredi riservò loro una calorosa accoglienza. Eccheardo, unico testimone oculare delle vicende, afferma di essersi imbattuto durante la traversata in alcuni superstiti che avevano raggiunto Rodi, Pafo, Giaffa e altri porti. Se per molti Antiochia funse grosso modo da crocevia di riferimento, i sopravvissuti della prima spedizione che desideravano comunque recarsi a Oriente riuscirono a imbarcarsi tra l'autunno e l'inverno verso San Simeone. La nave del conte Raimondo, invece, giunse in un momento diverso e ancorò nel porto di Tarso. Non appena sbarcò, un cavaliere di nome Bernardo soprannominato lo Straniero si avvicinò e lo arrestò, con l'accusa di «aver tradito la cristianità con la sua fuga dal campo di Mersivan». La piccola guardia del corpo di Raimondo fu impotente a liberarlo, portato via sotto scorta e consegnato infine a Tancredi. Lasciato andar via dopo aver giurato che non avrebbe attaccato Antiochia né avanzato delle pretese, radunò alcuni dei sopravvissuti delle spedizioni del 1101 che si erano recati a Tarso e, grazie al supporto di una flotta genovese, attaccò ed espugnò con successo Tortosa. I crociati che lì avevano combattuto decisero di adempiere al proprio voto e di recarsi a Gerusalemme, motivo per cui si incamminarono in un viaggio che assunse più la fisionomia di un pellegrinaggio che di una spedizione militare.

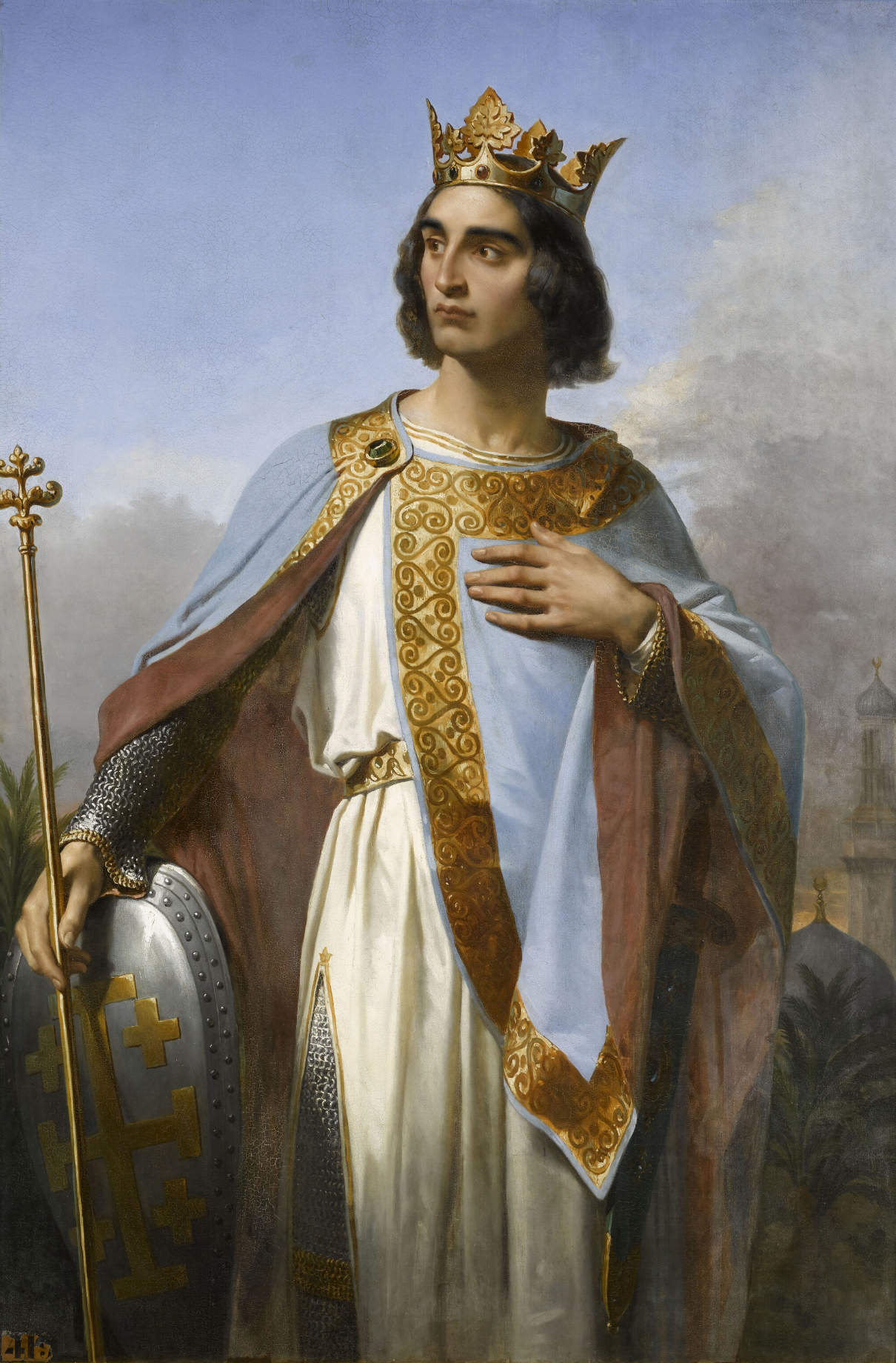
Baldovino I, re di Gerusalemme, in una tela di Merry-Joseph Blondel del 1844, Sale delle Crociate

Dopo averli attesi per diciotto giorni a Beirut, re Baldovino I di Gerusalemme li incontrò e li accolse calorosamente, scortandoli fino a Giaffa, dove celebrarono la Domenica delle Palme, e poi a Gerusalemme, dove trascorsero la Pasqua. Esaurito lo scopo del viaggio, molti considerarono l'idea di non trattenersi oltre in Palestina e si accinsero presto a ritornare in patria. Mentre Guglielmo d'Aquitania, che ancorò a Poitieri il 29 ottobre del 1102, terminò in tranquillità la navigazione, altri furono sospinti da venti contrari e costretti a sbarcare nuovamente nel mese di maggio in Palestina. Essi si trovarono coinvolti nell'infruttuosa battaglia di Ramla, un'azione condotta da Baldovino per contrastare l'Egitto fatimide. Confidando su rapporti imprecisi dei suoi esploratori e sopravvalutando le forze a sua disposizione, il re di Gerusalemme non attese l'arrivo dei rinforzi e il 17 maggio del 1102 marciò contro il nemico, venendo costretto a una rovinosa disfatta che per qualche tempo minò qualsiasi offensiva franca. In quell'occasione, persero la vita Stefano di Blois, Stefano di Borgogna e Ugo VI di Lusignano, mentre uno dei tanti prigionieri catturati dagli egiziani fu il conestabile Corrado, che abbandonò Il Cairo dopo tre anni grazie all'intercessione di Alessio Comneno, il quale ne garantì il ritorno in Germania. Le fonti medievali confermano poi il rientro in patria di Guglielmo di Nevers, che più tardi, nel 1147, rifiutò di unirsi alla seconda crociata, preferendo la normalità della vita quotidiana, e di numerosi prelati salvatisi alle campagne del 1101 (ad esempio il lionese Ugo di Die e i vescovi di Soissons e Laon). Tra i pochissimi nobili che optarono per la scelta di rimanere nel Vicino Oriente vi fu Joscelin di Courtenay, il quale in futuro sarebbe stato investito del titolo di conte di Edessa.

## Fonti
Pur essendo le fonti incentrate sulla crociata del 1101 altrettanto variegate quanto quelle sulla prima crociata, esse sono quasi tutte scritte di seconda mano. Tra i cronisti occupatisi anche degli eventi conseguenti al 1099 rientrano Bartolfo di Nangis (autore delle Gesta Francorum expugnantium Iberusalem), Fulcherio di Chartres (Gesta Francorum et aliorum Hierosolymitanorum), Guiberto di Nogent (Gesta Dei per Francos), Orderico Vitale (Historia ecclesiastica), Radulfo di Caen (Gesta Tancredi), Guglielmo di Malmesbury (Gesta Regum Anglorum), Guglielmo di Tiro (Historia rerum in partibus transmarinis gestarum) ed Eccheardo d'Aura, l'unico testimone diretto degli eventi avvenuti, malgrado la portata della sua opera resti limitata soltanto ad alcune fasi delle spedizioni. Alberto di Aquisgrana (sua è la Historia Ierosolimitana) fornisce il resoconto di gran lunga maggiormente colmo di spunti, sebbene la sua versione sia stata ritenuta poco neutrale (specie con riferimento alla spedizione lombarda) o incoerente da certi autori, totalmente degna di fiducia da altri.
A dispetto di fonti locali, documenti e annali, che enunciano delle informazioni dettagliate sui partecipanti, non forniscono contributi sostanziali i continuatori e gli storici crociati minori. Tra queste ultime, le più utili per i lombardi sono Landolfo Iuniore e Caffaro de Caschifelone, per i francesi la Chronica prioratus de casa Vicecomiris, il Chronicon S. Maxentii Pictavensis e le Gesta Ambaziensium dominorum, per i tedeschi gli Annales Augustani, gli Annales Mellicenses, la Chronica di Ottone di Frisinga e la Historia Welforum Weingartensis.
Tra le fonti non latine si deve ricordare innanzitutto l'Alessiade di Anna Comnena, un'opera decisamente più valida rispetto alle controverse asserzioni riferite dalla Cronaca di Matteo di Edessa, e poi l'Al-Kāmil di Ali Ibn al-Athir, il Dhail ta’rìkh Dimashq ("Seguito della Storia di Damasco") di Ibn al-Qalanisi, la Cronaca damascena dei crociati e la Cronaca siriana anonima. Quanto invece ai contributi degli storici moderni, non esiste una monografia dedicata sulla crociata del 1101, ma i maggiori dettagli si reperiscono probabilmente nei lavori realizzati da René Grousset, Steven Runciman e James Lea Cate.

## Giudizio storiografico

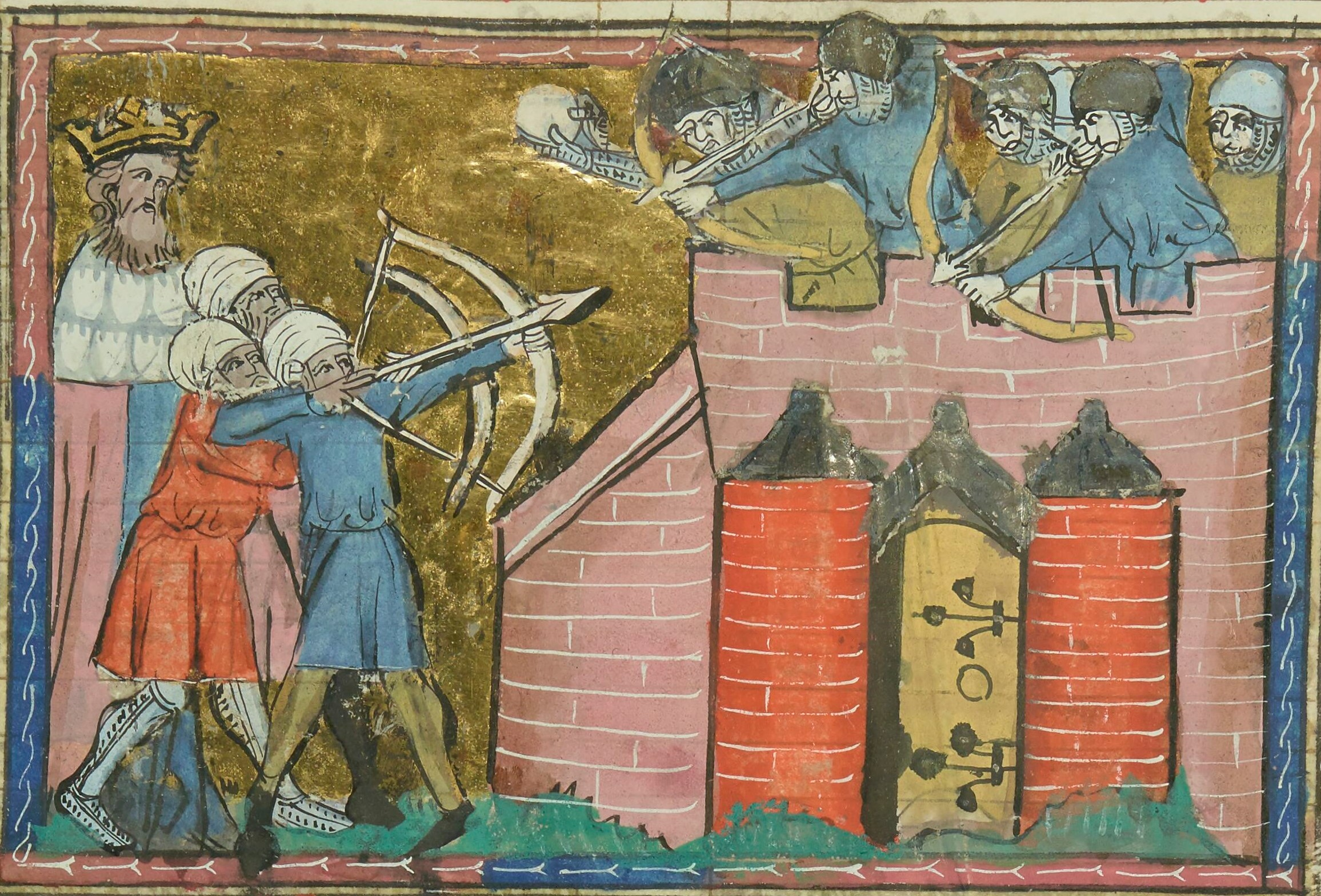
Miniatura che immortala un combattimento tra crociati e musulmani

Il risultato delle spedizioni ne pregiudicò la memoria e le destinò quasi all'oblio, attirandosi «critiche aspre da parte degli storici dell'epoca e scarsa attenzione da parte di quelli dei secoli successivi». I commenti degli autori franco-tedeschi medievali si sostanziarono sovente in giudizi severi e perlopiù focalizzati sul biasimare le iniziative lombarde; dal canto suo, Anna Comnena colpevolizzò indiscriminatamente qualunque membro, sostenendo che si trattasse soltanto di persone «folli [...], disuman[e] e crudeli» per via delle violenze perpetrate contro gli inermi. Qualche decennio dopo, Orderico Vitale invertì l'equazione e fu uno dei pochissimi a parlare di pellegrini che «combatterono virilmente», ma purtroppo incappati nel tradimento dall'imperatore bizantino. Guglielmo di Tiro assecondò questa ricostruzione, non mancando però di deplorare «l'indisciplina e la disunione» degli europei.
Evitando di limitarsi alle superficiali letture del passato, la storiografia recente ha cercato di ricordare la precipua importanza assunta dalla crociata del 1101, specialmente per spiegare le difficoltà profilatesi nell'approccio via terra verso Outremer. Con largo margine di approssimazione, si può sostenere che le spedizioni fossero nate con lo scopo di raggiungere la Terrasanta, completando in tal modo il cosiddetto iter Ierosolimitanum, e di intensificare la presenza cristiana nella zona. La prima delle due motivazioni indicate aveva attecchito naturalmente anche in precedenza, tanto che alcuni dei comandanti, e forse pure qualche soldato comune, si erano già spinti in Oriente tra il 1096 e il 1099. A differenza di allora però, contravvenendo a quanto sancivano gli ordini papali in tal senso, tutte le fonti medievali concordano che lungo il cammino i soldati furono accompagnati da numerosi uomini non combattenti, da donne e da bambini. I membri del clero, che pure avevano contribuito a guidare le truppe durante la prima crociata, stavolta furono probabilmente in troppi. Almeno nel caso della campagna lombarda, Landolfo Iuniore afferma che si partiva con l'intento di realizzare pure un altro obiettivo, quello di liberare il Regnum Babilonicum (forse Baghdad), malgrado si trattò di un programma del tutto utopistico. Se così fosse, la deviazione propugnata dai comandanti lombardi per liberare Boemondo sarebbe stata frutto di un lucido disegno, e non quindi di una febbrile onda emotiva. Questo fin troppo ottimistico progetto si comprende soltanto se si tiene conto del contesto storico dell'epoca, fortemente condizionato dall'idea che i successi cristiani di poco precedenti fossero da ascrivere al favore divino.

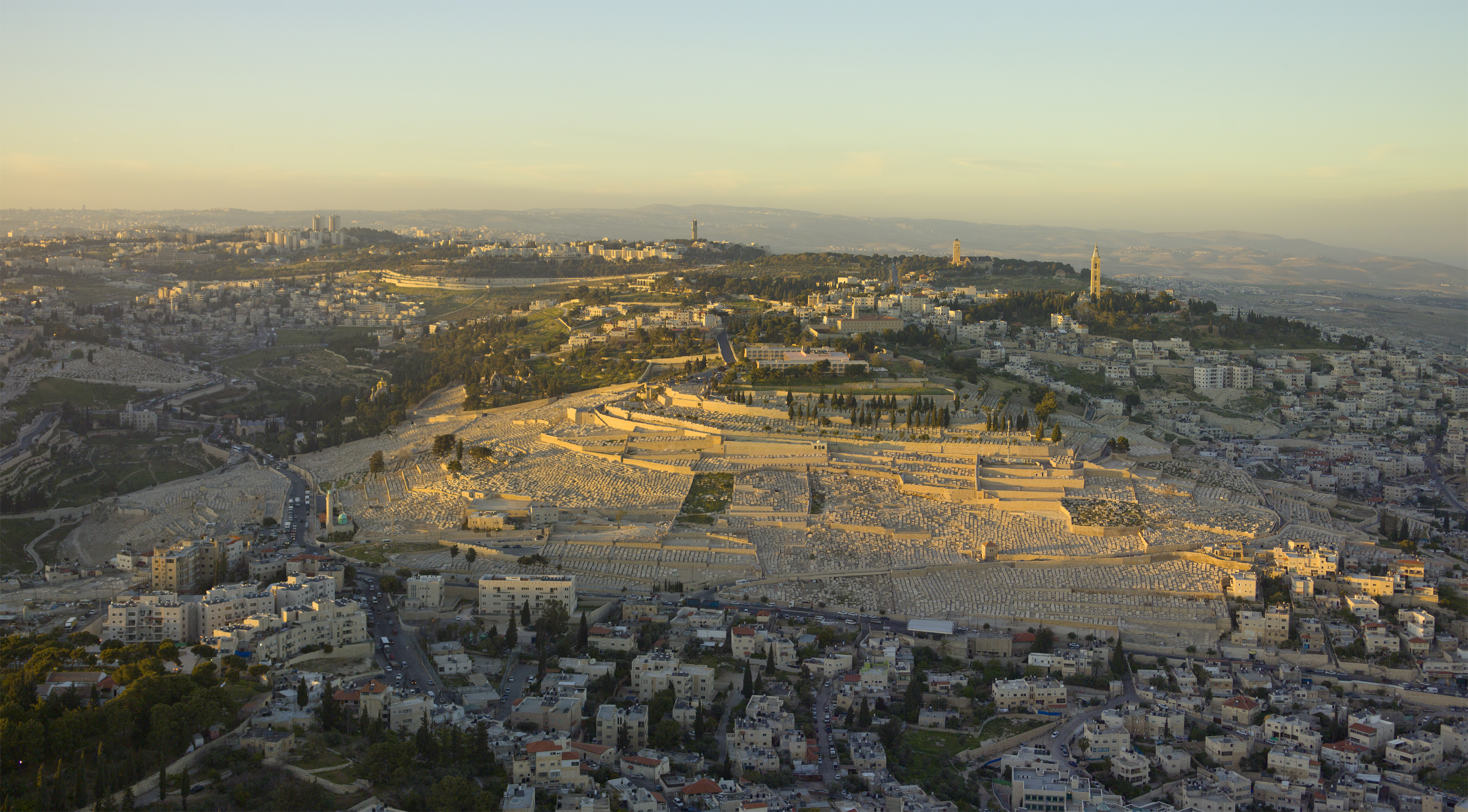
Panoramica aerea del monte degli Ulivi. Resta tuttora uno dei principali luoghi santi visitati dai pellegrini in visita a Gerusalemme

Volendo approfondire i fattori scatenanti del fallimento delle campagne, essi vanno ricondotti essenzialmente alla scarsa coordinazione dei vari gruppi di guerrieri giunti dal continente. Troppo semplicistico e decisamente fuorviante appare il sopraccitato cliché narrativo abbracciato dagli autori coevi, secondo cui le responsabilità andrebbero ascritte al presunto collaborazionismo insorto tra Alessio Comneno e i turchi. Al pari delle criticabili scelte assunte in itinere che ne pregiudicarono irrimediabilmente il risultato finale, non si deve trascurare il fatto che i comandanti godevano di scarso carisma, modesta capacità di applicare o diversificare le tattiche di combattimento e, in ultimo, una scarna conoscenza del territorio ostile in cui stavano marciando. Occorre però sottolineare che i pareri assolutamente negativi avanzati dalle fonti medievali nei confronti dei lombardi appaiono forse eccessivi, oltre che frutto del risentimento e della convinzione franco-tedesca che i lombardi fossero un popolo dalla «scarsa combattività», come si vociferava sin dall'epoca post-carolingia. Al contrario, i musulmani avevano dimostrato efficiente capacità di coordinazione e avevano compreso che soltanto un fronte unito poteva rappresentare un serio pericolo per i crociati di strada verso la Terrasanta. A tale proposito, lo studioso Jean Richard ha affermato che non si può ritenere con certezza che i comandanti fossero più disciplinati di quelli della prima crociata, mentre i turchi si erano semplicemente adattati in maniera rapida agli stratagemmi bellici franchi.
Le disavventure dei soldati europei costrinsero le realtà di Outremer a fare affidamento soltanto sulle risorse disponibili sul proprio territorio, invero abbastanza limitate. Ciononostante, il flusso di persone in rotta verso la Palestina proseguì in maniera ininterrotta, circostanza la quale verosimilmente evitò di riservare ai regni cristiani una prematura scomparsa. Occorrerà attendere fino alla crociata norvegese, condotta dal re Sigurðr Magnússon tra il 1107 e il 1111, per una prossima spedizione militare cristiana su vasta scala terminata con un successo.

## Cronologia degli eventi
I consistenti riferimenti geografici e la lunga scia di date possono generare confusione nel comprendere la corretta sequenza temporale degli eventi. Il quadro è stato aggravato dalle fonti primarie, le quali spesso tendono a confondere l'uno o l'altro nugolo di viaggiatori mossisi nel 1101. La seguente tabella si propone di ricapitolare, in maniera quanto più possibile corretta, la cronologia dello svolgimento delle spedizioni.
| Data                           | Luogo          | Evento |
| ------------------------------ | -------------- | --- |
| Settembre 1100                 | Lombardia      | Il gruppo di crociati parte dall'Italia settentrionale |
| Marzo 1101                     | Costantinopoli | Il gruppo viene accampato al di fuori delle mura della capitale bizantina; successivamente hanno luogo dei tumulti                                                                   |
| Primavera 1101                 | Costantinopoli | I soldati francesi guidati da Stefano II di Blois incontrano la spedizione lombarda e si preparano a partire assieme                                                                 |
| Fine maggio/inizio giugno 1101 | Nicomedia      | Partenza crociata da Nicomedia |
| Giugno 1101                    | Ankara         | Ankara viene conquistata dai crociati e ceduta all'imperatore Alessio I Comneno |
| Agosto 1101                    | Mersivan       | Ha luogo la disastrosa battaglia di Mersivan, durante cui gran parte dell'esercito cristiano viene sbaragliato dalla coalizione musulmana guidata da Kilij Arslan e Gazi Gümüshtegin |
| Inizio autunno 1101            | Costantinopoli | I pochi superstiti fanno ritorno nella capitale bizantina |

| Data             | Luogo                      | Evento |
| ---------------- | -------------------------- | --- |
| Febbraio 1101    | Francia                    | La spedizione guidata da Guglielmo II di Nevers parte alla volta di Costantinopoli                                           |
| Luglio 1101      | Ankara                     | Una volta ad Ankara, Guglielmo tenta di raggiungere l'altra spedizione già in viaggio, malgrado nessuno sappia dove si trovi |
| Metà agosto 1101 | Iconio                     | La spedizione attacca Iconio, ma desiste poco dopo per decisione di Guglielmo                                                |
| Fine agosto 1101 | Pressi di Eraclea Cibistra | I crociati vengono sconfitti sonoramente dai turchi                                                                          |
| Dopo agosto 1101 | Antiochia                  | Guglielmo giunge assieme a pochi sopravvissuti ad Antiochia                                                                  |

| Data                  | Luogo                                      | Evento |
| --------------------- | ------------------------------------------ | --- |
| Metà di marzo 1101    | Aquitania                                  | Parte la spedizione guidata da Guglielmo IX d'Aquitania, a cui si uniranno poi Guelfo d'Este e Ida d'Austria                                                                                                   |
| Giugno 1101           | Costantinopoli                             | Il gruppo giunge nella capitale bizantina |
| Metà luglio 1101      | Costantinopoli                             | La spedizione si frammenta: alcuni decidono di proseguire via mare verso la Palestina, giungendovi dopo sei settimane, altri procedono via terra                                                               |
| Inizio settembre 1101 | Eraclea Cibistra                           | I crociati raggiungono Eraclea e tentano di placare la propria sete bevendo da un fiume che scorreva nelle vicinanze. Appostati nei pressi del corso d'acqua, i turchi sconfiggono i propri nemici agevolmente |
| Autunno 1101          | Costantinopoli, Antiochia e altre località | I pochi superstiti raggiungono dei luoghi sicuri, da cui successivamente molti ripartirono alla volta della Palestina                                                                                          |